# Fanny Horta
Fanny Horta (Perpinyà, Catalunya del Nord, 22 de gener de 1986) és una jugadora de rugbi a 7 i rugbi a 15 professional nord-catalana. Jugadora de l'USAP XV Féminin, va representar a França als Women's Rugby World Cup de 2006 i 2010.
Representant al mateix país, va participar per primera vegada als Jocs Olímpics d'Estiu de 2016 a la modalitat de rugbi a 7, que van perdre, i també als Jocs Olímpics de 2020 que es van celebrar a Tòquio l'any 2021 per la pandèmia de COVID-19 amb la mateixa modalitat. En aquests Jocs, Horta va guanyar la medalla de plata, convertint-se en la primera esportista catalana en aconseguir una medalla olímpica.